# Costa Vasca

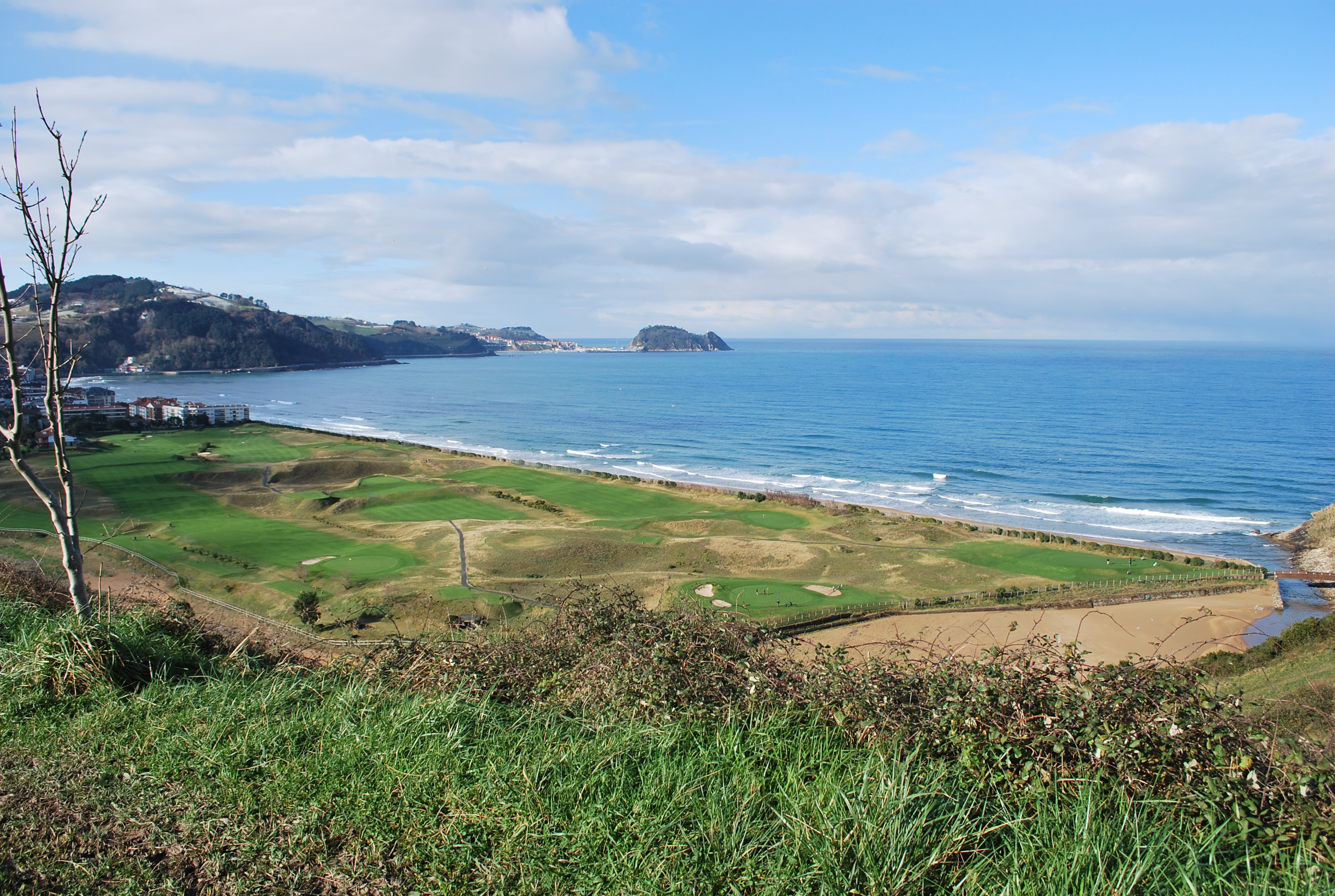
Playa de Zarauz, con Guetaria al fondo (provincia de Guipúzcoa).

La Costa Vasca (en euskera: Euskal Kostaldea; en francés: Côte Basque) designa el tramo litoral del mar Cantábrico y el golfo de Vizcaya que limita por el oeste con Cantabria y las  Landas al norte, entre las ciudades de Bilbao y Biarritz. Se sitúa en el norte de España y en el extremo suroeste del litoral francés. Extiende entre Vizcaya y Guipúzcoa (comunidad autónoma del País Vasco) y Labort (departamento de Pirineos Atlánticos en la región de Nueva Aquitania), desde la punta Covarón (Musques) hasta la desembocadura del río Adur (Anglet). El mar Cantábrico y los Pirineos hacen de telón de fondo en un paisaje con todas las tonalidades del verde, escarpadas costas de rías cortas y sierras de hayedos y robles. 
En Francia se denomina también como Costa Vasca (Côte Basque) a una marca turística del departamento de Pirineos Atlánticos.

## Historia
Sus habitantes han sido durante siglos marinos, labradores y pastores que hablaban una lengua sin parentesco con las conocidas y cuyo origen hay que buscarlo en la leyenda más que en la historia. Dicen que todo comenzó con «Sugar», uno de los personajes mitológicos vascos, quien tuvo amores con una bella princesa que vivía en Mundaca. De esa unión nació el mítico Jaun Zuria, primer Señor de Vizcaya. Ya en el siglo XIV pescadores vascos llegaron hasta Islandia y Groenlandia y se instalaron en las costas de la isla de Terranova y de la península del Labrador, ambas en Canadá. De Guetaria era Juan Sebastián Elcano, el primero que dio la vuelta al mundo, y de Zumárraga, Miguel López de Legazpi, conquistador de Filipinas.
La costa vasca cambió enormemente en el siglo XIX para acoger los mejores balnearios de Francia y España, ya que era un lugar frecuentado por la monarquía de ambos países durante el verano. Desde entonces, su popularidad fue en aumento y en el siglo XX empezó a desarrollar el turismo de masas, con las ventajas e inconvenientes que conlleva.

## Geografía

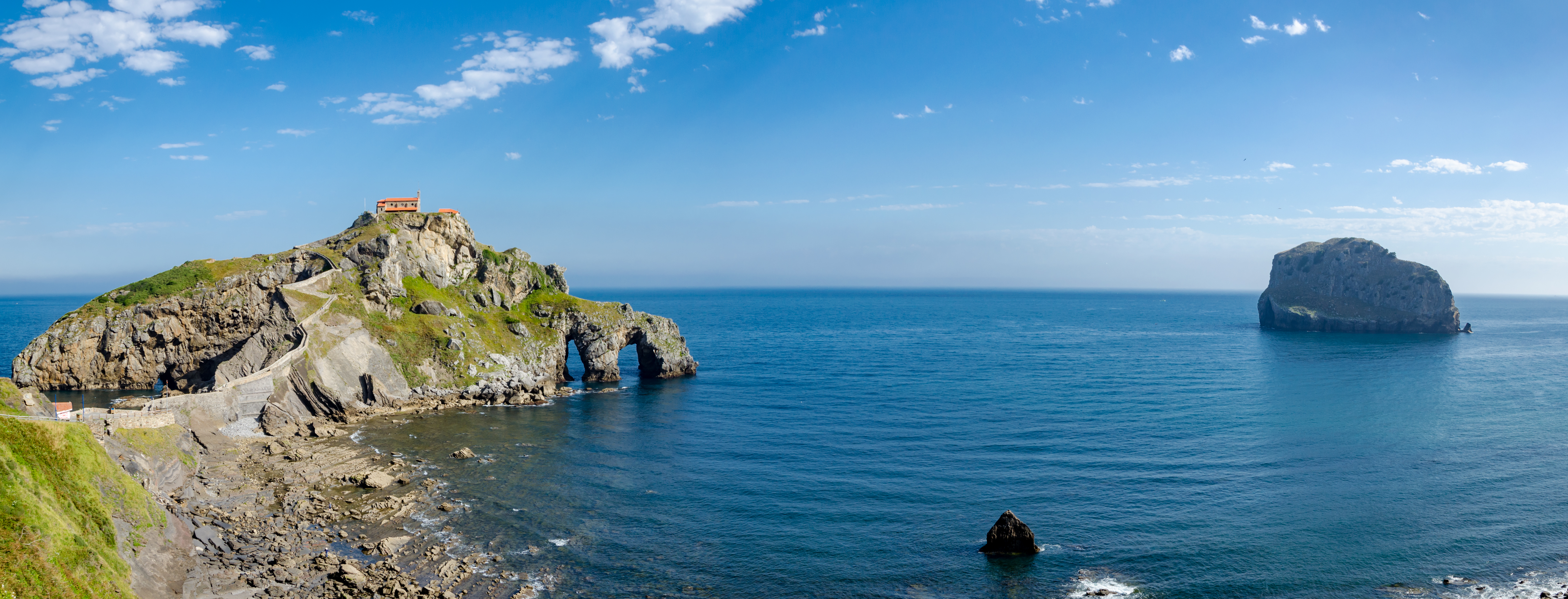
Gaztelugache y la isla de Aqueche, en Bermeo, la Costa Vasca de Vizcaya.

Se observa una clara diferencia entre la parte española y la francesa: esta última se extiende desde Anglet hasta la desembocadura del Bidasoa. Es relativamente baja y rectilínea, incluso ligeramente curvilínea: un acantilado de altitud media (20 a 30 metros) que constituye el término de la penillanura de Labourd se extiende casi continuamente desde Biarritz hasta el Bidasoa, al pie de la cual se extienden muchas playas (debido a la contribución de las arenas de las Landas por las corrientes marinas) y balnearios, antiguos puertos de balleneros reconvertidos al turismo. Desde un punto de vista geológico, esta parte norte de la costa presenta un perfil variado y en constante cambio sujeto a la erosión natural y con un fuerte impacto de la actividad humana, en particular el turismo.
En la parte española, desde el río Bidasoa hasta la ría de Bilbao, la costa vasca es mucho más alta: los montes vascos de Guipúzcoa y Vizcaya se sumergen directamente en el mar, los acantilados son más altos, la costa es más irregular, las bahías, las calas, los cabos y las rías abiertas a alta mar se suceden, las playas son más pequeñas y más raras (la contribución de la erosión es insignificante), los muchos puertos pesqueros son más activos y el turismo está menos presente, siendo más frecuente la actividad del surf. Las playas más importantes son: La Concha de San Sebastián, la playa de Zarauz y Las Arenas de Guecho.

## Playas
- Playa de La Concha
- Playa de Fuenterrabía
- Playa de Zarauz
- Playa de Hendaya

## Poblaciones
De noreste a suroeste
Labort
- Anglet
- Biarritz
- Bidart
- Guéthary
- San Juan de Luz
- Ciboure
- Urrugne
- Hendaya

Guipúzcoa
- Fuenterrabía
- Pasajes
- San Sebastián
- Orio
- Aya
- Zarauz
- Guetaria
- Zumaya
- Deva
- Motrico

Vizcaya
- Ondárroa
- Berriatúa
- Mendeja
- Lequeitio
- Ispáster
- Ea
- Ibarranguelua
- Elanchove
- Gautéguiz de Arteaga
- Busturia
- Pedernales
- Mundaca
- Bermeo
- Baquio
- Lemóniz
- Górliz
- Plencia
- Barrica
- Sopelana
- Guecho
- Portugalete
- Santurce
- Ciérvana
- Musques

## Galería

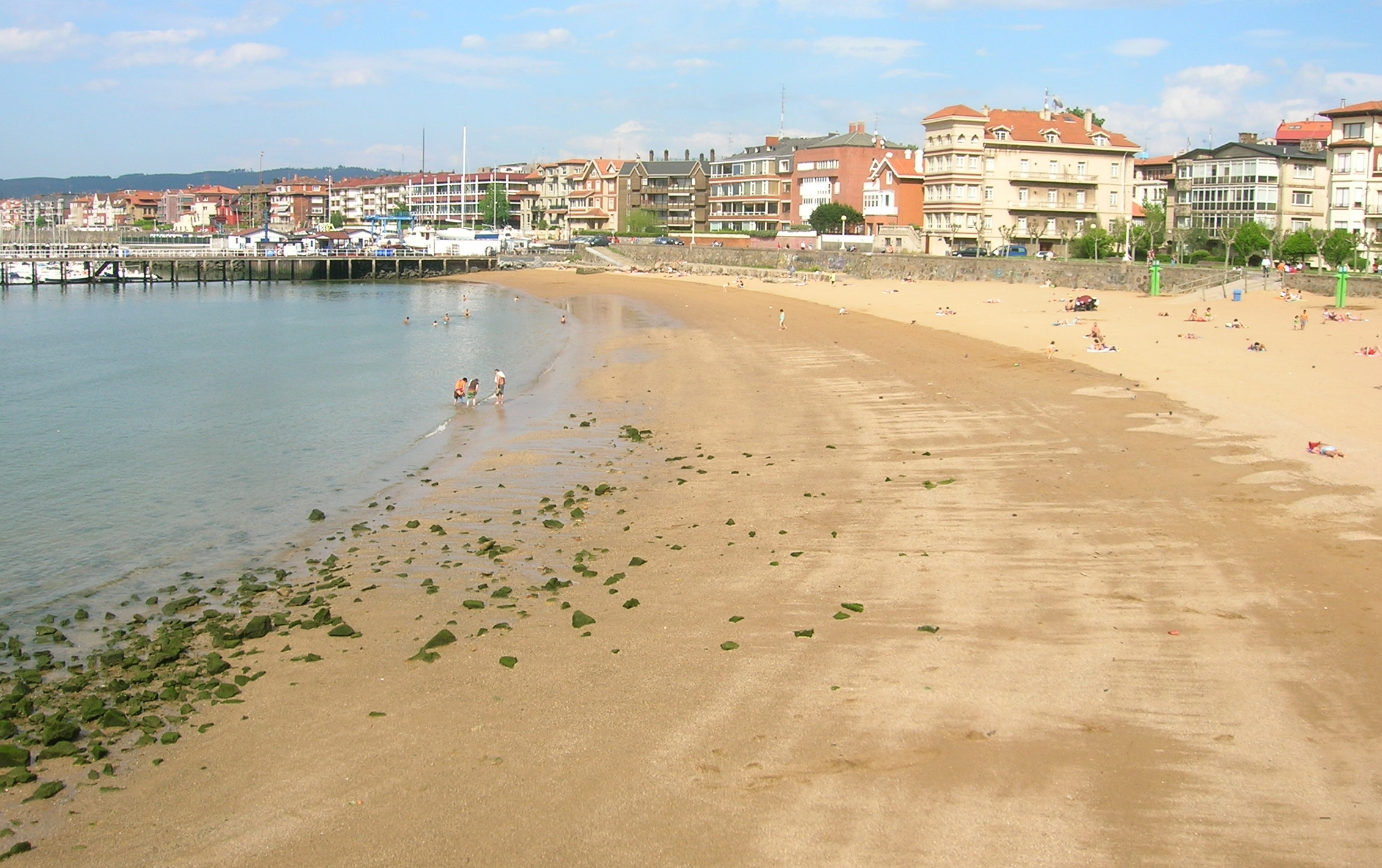
Las Arenas en Getxo
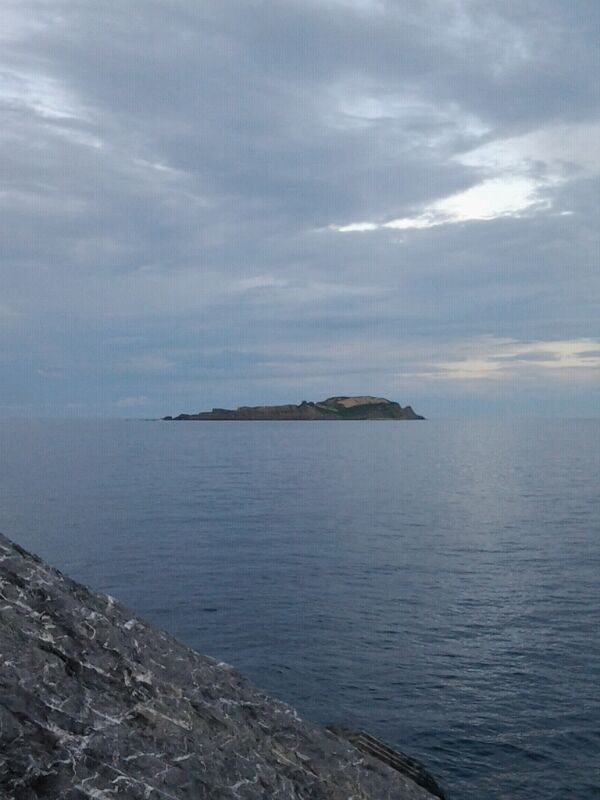
Izaro vista desde Bermeo.
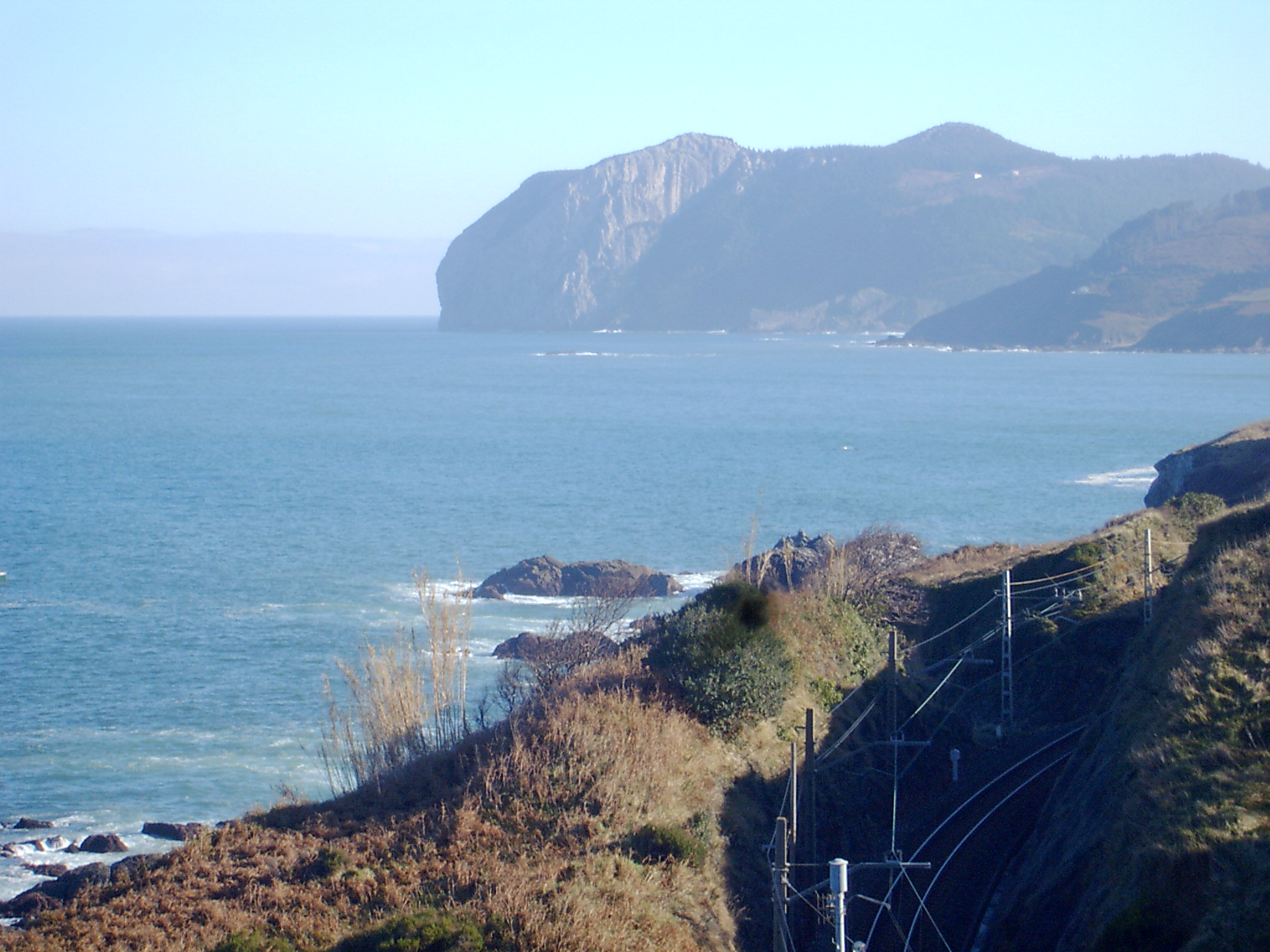
El cabo Ogoño
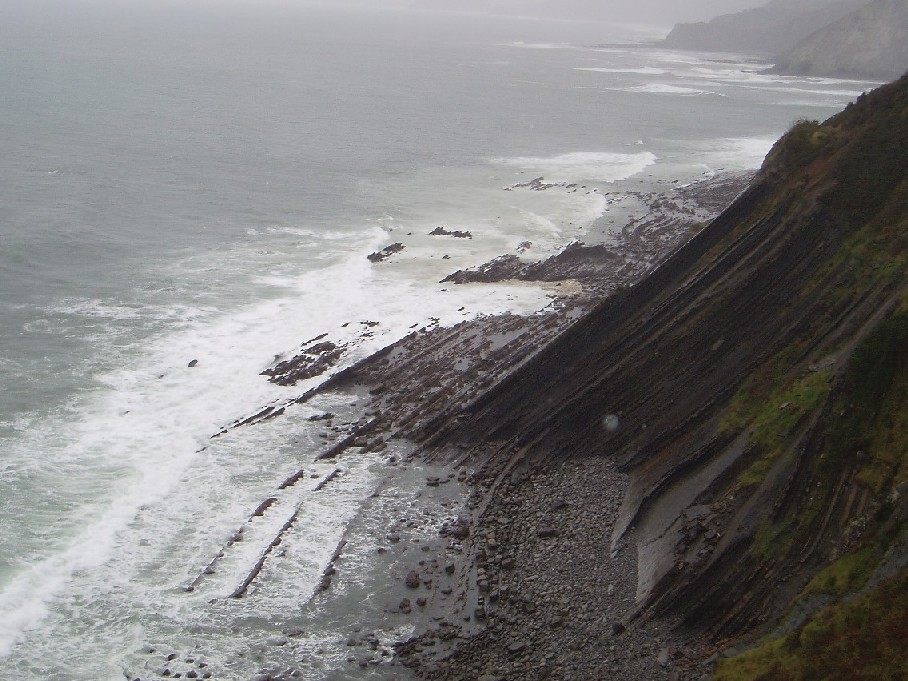
La costa entre Deva y Zumaya
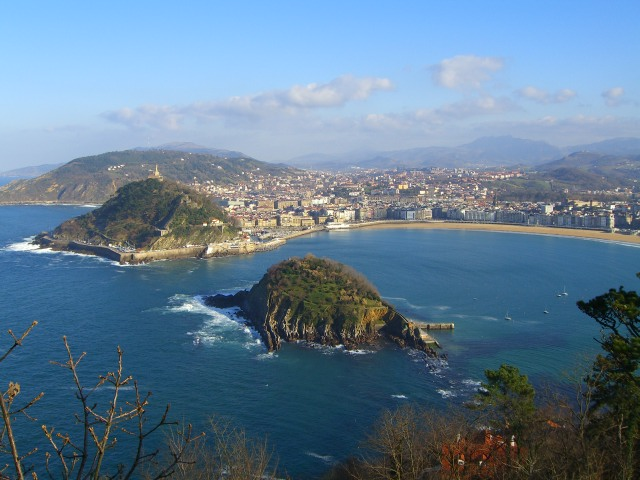
San Sebastián: la bahía de la Concha.
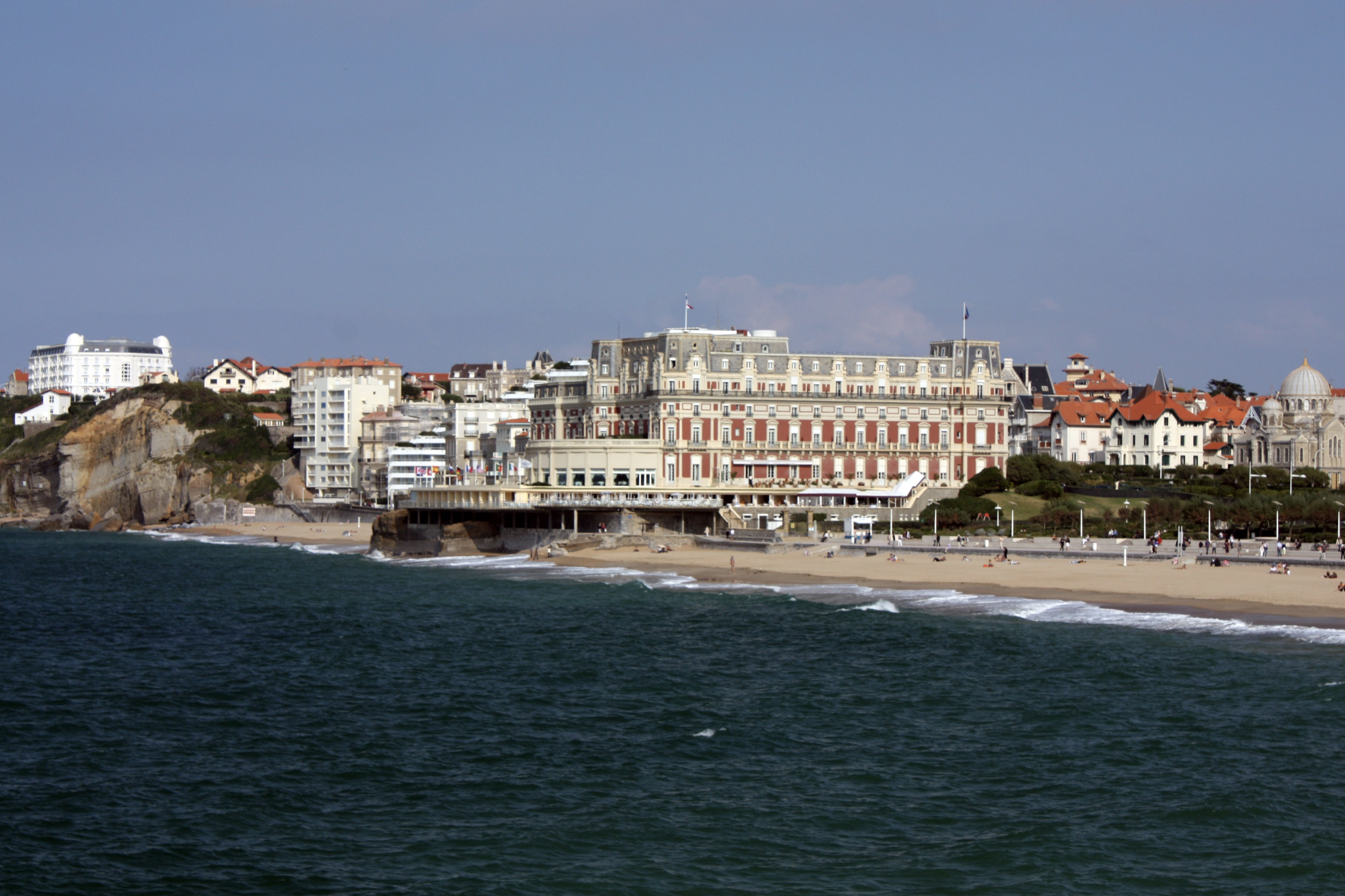
Hôtel du Palais, en la playa de Biarritz.